# Copa d'Europa de rugbi a 15 de 2014-2015
La Copa d'Europa de rugbi a 15 de 2014-2015 fou la primera edició en el format de la European Rugby Champions Cup, la competició de clubs anual de rugbi per als millors equips de les nacions que juguen el Torneig de les sis nacions de rugbi, i la 20a edició tenint en compte el format de la Heineken Cup ja desapareguda.
La competició es va posar en marxa el cap de setmana del 17 d'octubre de 2014, amb la primera ronda de la fase de grups, i va acabar amb la final el 2 de maig de 2015 al Twickenham Stadium de Londres. Toulon van ser els campions al derrotar a Clermont Auvergne per 24-18 en la repetició de la final de Heineken Cup de 2013. Toulon va retenir el seu títol per segon any consecutiu, esdevenint el primer equip a guanyar tres títols europeus consecutius.

## Equips participants
- Anglaterra: 7 clubs
  - Els 6 millors clubs de l'Aviva Premiership. (6 clubs)
  - L'equip del WASPS que es va classificar després de guanyar el play-off de classificació
- França: 6 clubs 
  - Els 6 millors clubs al Top 14.
  - Irlanda, Itàlia, Escòcia i Gal·les: 7 clubs, en funció del rendiment en el Pro12.
  - Els 4 millors classificats al Pro12 de cada nació. (4 clubs)
  - Els 3 clubs millor classificats no classificats pel sistema anterior. (3 clubs)

En aquesta edició els equips participants foren els següents:
| Aviva Premiership                                                                                       | Top 14                                                                          | Pro 12                        | Pro 12             | Pro 12             | Pro 12               |
| Anglaterra                                                                                              | França                                                                          | Irlanda                       | Itàlia             | Escòcia            | Gal·les              |
| --- | ------------------------------------------------------------------------------- | ----------------------------- | ------------------ | ------------------ | -------------------- |
| - Saracens - Northampton Saints - Leicester Tigers - Harlequins - Bath - Sale Sharks - Wasps (Play-off) | - Toulon - Montpellier - Clermont - Racing Métro - Toulouse - Castres Olympique | - Leinster - Munster - Ulster | - Benetton Treviso | - Glasgow Warriors | - Ospreys - Scarlets |

## Play-off de classificiació
| Aviva Premiership | Top 14         |
| Anglaterra        | França         |
| ----------------- | -------------- |
| Wasps             | Stade Français |

El play-off es va disputar en una eliminatòria d'anada i tornada, amb el factor de camp decidit en un sorteig fet el 6 de maig de 2014 a Heathrow.
| Wasps | 30–29 | Stade Français | 18 de maig de 2014 15:00 BST - Adams Park Àrbitre: John Lacey (IRFU) |
|       |       |                | 18 de maig de 2014 15:00 BST - Adams Park Àrbitre: John Lacey (IRFU) |

| Stade Français | 6–20 | Wasps | 24 de maig de 2014 14:45 CEST - Stade Jean-Bouin Àrbitre: Nigel Owens (WRU) |
|                |      |       | 24 de maig de 2014 14:45 CEST - Stade Jean-Bouin Àrbitre: Nigel Owens (WRU) |

El guanyador del play-off, i que avançaria a jugar la competició fou l'equip de WASPS.

## Detalls dels equips
Nota: Entre parèntesis hi ha la posició definitiva de l'equip a la lliga després de la fase regular CH Campió, RU Finalista, SF semifinalista i QF Quart-finalista.
| Equip              | entrenador / Director of Rugby | Capità              | Estadi                    | Capacitat     | Mètode de qualificació             |
| ------------------ | ------------------------------ | ------------------- | ------------------------- | ------------- | ---------------------------------- |
| Bath               | Mike Ford                      | Stuart Hooper       | Recreation Ground         | 14,000        | Aviva Premiership top 6 (5è)       |
| Benetton Treviso   | Umberto Casellato              | Antonio Pavanello   | Stadio Comunale di Monigo | 6,700         | Top Pro12 equip italià (11th)      |
| Castres Olympique  | Serge Milhas                   | Rémi Talès          | Stade Pierre-Antoine      | 11,500        | Top 14 top 6 (6è) (RU)             |
| Clermont           | Franck Azéma                   | Damien Chouly       | Stade Marcel-Michelin     | 18,000        | Top 14 top 6 (3è) (QF)             |
| Glasgow Warriors   | Gregor Townsend                | Alastair Kellock    | Scotstoun Stadium         | 9,708         | Top Pro12 equip escocès (2n) (RU)  |
| Harlequins         | Conor O'Shea                   | Joe Marler          | The Stoop                 | 14,816        | Aviva Premiership top 6 (4t) (SF)  |
| Leicester Tigers   | Richard Cockerill              | Ed Slater           | Welford Road              | 24,000        | Aviva Premiership top 6 (3è) (SF)  |
| Leinster           | Matt O'Connor                  | Jamie Heaslip       | RDS Arena Aviva Stadium   | 18,500 51,700 | Top Pro12 equip irlandès (1r) (CH) |
| Montpellier        | Jake White Fabien Galthié      | Fulgence Ouedraogo  | Altrad Stadium            | 14,700        | Top 14 top 6 (2n) (SF)             |
| Munster            | Anthony Foley                  | Peter O'Mahony      | Thomond Park              | 25,600        | Pro12 top 7 (3è) (SF)              |
| Northampton Saints | Jim Mallinder                  | Dylan Hartley       | Franklin's Gardens        | 13,600        | Aviva Premiership top 6 (2n) (CH)  |
| Ospreys            | Steve Tandy                    | Alun Wyn Jones      | Liberty Stadium           | 20,532        | Top Pro12 equip gal·lès (5è)       |
| Racing Métro       | Laurent Labit                  | Dimitri Szarzewski  | Stade Yves-du-Manoir      | 14,000        | Top 14 top 6 (5è) (SF)             |
| Sale Sharks        | Bryan Redpath                  | Daniel Braid        | AJ Bell Stadium           | 12,000        | Aviva Premiership top 6 (6è)       |
| Saracens           | Mark McCall                    | Alistair Hargreaves | Allianz Park              | 10,000        | Aviva Premiership top 6 (1r) (RU)  |
| Scarlets           | Wayne Pivac                    | Ken Owens           | Parc y Scarlets           | 14,870        | Pro12 top 7 (6è)                   |
| Toulon             | Bernard Laporte                | Carl Hayman         | Stade de maig deol        | 15,400        | Top 14 top 6 (1r) (CH)             |
| Toulouse           | Guy Novès                      | Thierry Dusautoir   | Stade Ernest-Wallon       | 19,500        | Top 14 top 6 (4t) (SF)             |
| Ulster             | Neil Doak                      | Rory Best           | Kingspan Stadium          | 18,196        | Pro12 top 7 (4t) (SF)              |
| Wasps              | Dai Young                      | James Haskell       | Adams Park Ricoh Arena.   | 10,516 32,609 | Play-off                           |

## Fase de grups

### Sorteig
Els 20 equips que van arribar a aquesta fase es van repartir en quatre nivells en funció del seu rendiment en les lligues nacionals, per a després ser sortejats per formar 4 grups de 5 equips.
Els clubs de l'Aviva Premiership es van classificar en els diferents nivells només d'acord amb les seves posicions finals a la lliga, i no sobre la base del rendiment en la fase play-off de la temporada, mentre que el Top 14 i el Pro12 si que es va tenir en compte el seu rendiment a les fases eliminatòries dels seus respectius campionats, de manera que un equip eliminat a quarts de final podia ser classificat en un nivell més baix que un equip finalista o semifinalista tot i haver acabat per sobre d'ells en la temporada regular. Igualment, en la mesura del possible, s'evita que equips dels mateix país s'enfrontin a la fase de grup.
| Rank | Top 14            | Premiership        | Pro 12                 |
| ---- | ----------------- | ------------------ | ---------------------- |
| 1    | Toulon            | Saracens           | Irlanda Leinster Rugby |
| 2    | Castres Olympique | Northampton Saints | Glasgow Warriors       |
| 3    | Montpellier       | Leicester Tigers   | Irlanda Munster        |
| 4    | Racing Métro      | Harlequins         | Irlanda Ulster         |
| 5    | Clermont          | Bath               | Ospreys                |
| 6    | Toulouse          | Sale Sharks        | Scarlets               |
| 7    |                   | Wasps              | Benetton Treviso       |

De totes maneres, en haver-hi 7 clubs anglesos i 6 de francesos suposava que 2 grups tindrien dos equips anglesos i un dos de francesos. Un sorteig previ va marcar que Sale Sharks i Wasps compartissin grup amb un altre equip anglès i que Tolousse ho fes amb un altre de francés. El resultat del sorteig fou el següent:
| Grup 1 | Irlanda Leinster (1 Pro12)   | Saracens (1 AP)           | Toulon (1 Top 14)       | Northampton Saints (2 AP) | Glasgow Warriors (2 Pro12) |
| Grup 2 | Castres Olympique (2 Top 14) | Irlanda Munster (3 Pro12) | Leicester Tigers (3 AP) | Montpellier (3 Top 14)    | Racing Métro (4 Top14)     |
| Grup 3 | Harlequins (4 AP)            | Irlanda Ulster (4 Pro12)  | Ospreys (5 Pro12)       | Bath (5 AP)               | Clermont (5 Top 14)        |
| Grup 4 | Scarlets (6 Pro12)           | Sale Sharks (6 AP)        | Toulouse (6 Top 14)     | Wasps (Play-off)          | Benetton Treviso (7 Pro12) |

## Competició

### Fase de grups
Els equips van jugar entre si dues vegades, tant a casa com fora, des del cap de setmana del 17/18/19 d'octubre de 2014 fins al 23/24/25 gener de 2015, aleshores els campions de cada grup i els tres millors subcampions avançaren als quarts de final.
Segons la normativa de la competició, i a diferència per exemple del Torneig de les Sis Nacions, els equips reben 4 punts per victòria, 2 punts per empat, 1 punt de bonificació ofensiva per anotar quatre o més assaigs en un partit i 1 punt de bonificació defensiva per perdre un partit per set punts o menys. En cas d'empat entre dos o més equips al final de la classificació, els criteris de desempat foren:
1. Quan els equips han jugat entre ells durant la fase de grups:
  1. L'equip amb el major nombre de punts tenint en compte només els partits dels equips empatats.
  2. Si persisteix l'empat, l'equip amb major nombre d'assaigs.
  3. Si persisteix l'empat, l'equip amb major diferència de punts.

1. Quan els equips no s'han enfrontat entre ells durant la fase de grups:
  1. L'equip amb major diferència de punts corresponent a la fase de grups.
  2. Si persisteix l'empat, l'equip amb major nombre d'assaigs.
  3. Si persisteix l'empat, l'equip amb menys jugadors suspesos durant la fase de grups.
  4. Si persisteix l'empat, es decideix per sorteig.

|  | Els campions de cada grup avancen a la fase eliminatòria. |
|  | Els tres millors segons avancen a la fase eliminatòria.   |

#### Grup 1
|              | J | G | E | P | PF  | PC  | Dif  | AF | AC | TB | LB | Pts |
| ------------ | - | - | - | - | --- | --- | ---- | -- | -- | -- | -- | --- |
| Clermont (3) | 6 | 5 | 0 | 1 | 140 | 80  | +60  | 14 | 6  | 1  | 1  | 22  |
| Saracens (8) | 6 | 4 | 0 | 2 | 119 | 95  | +24  | 12 | 10 | 1  | 0  | 17  |
| Munster      | 6 | 3 | 0 | 3 | 144 | 114 | +30  | 15 | 11 | 1  | 2  | 15  |
| Sale Sharks  | 6 | 0 | 0 | 6 | 82  | 196 | −114 | 8  | 22 | 0  | 2  | 2   |

#### Grup 2
|                   | J | G | E | P | PF  | PC  | Dif  | AF | AC | TB | LB | Pts |
| ----------------- | - | - | - | - | --- | --- | ---- | -- | -- | -- | -- | --- |
| Leinster (4)      | 6 | 4 | 1 | 1 | 148 | 101 | +47  | 13 | 9  | 1  | 1  | 20  |
| Wasps (7)         | 6 | 3 | 1 | 2 | 155 | 105 | +50  | 18 | 12 | 2  | 2  | 18  |
| Harlequins        | 6 | 4 | 0 | 2 | 135 | 99  | +36  | 13 | 7  | 1  | 1  | 18  |
| Castres Olympique | 6 | 0 | 0 | 6 | 86  | 219 | −133 | 10 | 26 | 0  | 1  | 1   |

#### Grup 3
|                  | J | G | E | P | PF  | PC  | Dif | AF | AC | TB | LB | Pts |
| ---------------- | - | - | - | - | --- | --- | --- | -- | -- | -- | -- | --- |
| Toulon (2)       | 6 | 5 | 0 | 1 | 181 | 89  | +92 | 19 | 9  | 1  | 1  | 22  |
| Leicester Tigers | 6 | 3 | 0 | 3 | 108 | 126 | −18 | 12 | 15 | 1  | 0  | 13  |
| Ulster           | 6 | 2 | 0 | 4 | 116 | 146 | −30 | 16 | 15 | 3  | 1  | 12  |
| Scarlets         | 6 | 2 | 0 | 4 | 90  | 134 | −44 | 8  | 16 | 0  | 0  | 8   |

#### Grup 4
|                  | J | G | E | P | PF  | PC  | Dif | AF | AC | TB | LB | Pts |
| ---------------- | - | - | - | - | --- | --- | --- | -- | -- | -- | -- | --- |
| Bath (5)         | 6 | 4 | 0 | 2 | 146 | 108 | +38 | 15 | 15 | 2  | 1  | 19  |
| Toulouse         | 6 | 4 | 0 | 2 | 126 | 124 | +2  | 11 | 10 | 0  | 1  | 17  |
| Glasgow Warriors | 6 | 3 | 0 | 3 | 108 | 84  | +24 | 11 | 6  | 1  | 2  | 15  |
| Montpellier      | 6 | 1 | 0 | 5 | 90  | 154 | −64 | 9  | 15 | 0  | 2  | 6   |

#### Grup 5
|                        | J | G | E | P | PF  | PC  | Dif  | AF | AC | TB | LB | Pts |
| ---------------------- | - | - | - | - | --- | --- | ---- | -- | -- | -- | -- | --- |
| Racing Métro (1)       | 6 | 5 | 1 | 0 | 168 | 69  | +99  | 20 | 7  | 2  | 0  | 24  |
| Northampton Saints (6) | 6 | 4 | 0 | 2 | 178 | 82  | +96  | 25 | 8  | 3  | 0  | 19  |
| Ospreys                | 6 | 1 | 1 | 4 | 110 | 121 | −11  | 11 | 13 | 1  | 2  | 8   |
| Benetton Treviso       | 6 | 1 | 0 | 5 | 62  | 246 | −184 | 8  | 36 | 0  | 0  | 4   |

#### Campions i finalistes
Una vegada acabada la fase de grups, s'estableix un rànquing entre els 5 campions i els tres millors segons, que estableix un ordre que determina els enfrontaments de quarts de final (1r vs 8è, 2n vs 7è, 3r vs 6è, 4t vs 5è).
| Seed | Campions           | Pts | TF | +/− |
| ---- | ------------------ | --- | -- | --- |
| 1    | Racing Métro       | 24  | 20 | +99 |
| 2    | Toulon             | 22  | 19 | +92 |
| 3    | Clermont           | 22  | 14 | +60 |
| 4    | Leinster           | 20  | 13 | +47 |
| 5    | Bath               | 19  | 15 | +38 |
| Seed | 2n de grup         | Pts | TF | +/− |
| 6    | Northampton Saints | 19  | 25 | +96 |
| 7    | Wasps              | 18  | 18 | +50 |
| 8    | Saracens           | 17  | 12 | +24 |
| 9    | Toulouse           | 17  | 11 | +2  |
| 10   | Leicester          | 13  | 15 | -18 |

### Fase Eliminatòria

#### Quarts de final
| Leinster                                         | 18–15    | Bath                                                                       | 4 d'abril de 2015 15:15 - Aviva Stadium, Dublín Assistència: 43,958 espectadors Àrbitre: Jérôme Garcès (FFR) |
| Pen.: Madigan (6/6) 13', 24', 27', 34', 38', 52' | [Report] | Assaigs: Ford 20' m Hooper 46' c Con.: Ford (1/2) 47' Pen.: Ford (1/2) 73' | 4 d'abril de 2015 15:15 - Aviva Stadium, Dublín Assistència: 43,958 espectadors Àrbitre: Jérôme Garcès (FFR) |

| Clermont | 37–5     | Northampton Saints    | 4 d'abril de 2015 18:45 - Parc des Sports Marcel Michelin, Clermont-Ferrand Assistència: 17,730 espectadors Àrbitre: John Lacey (IRFU) |
| Assaigs: Nakaitaci (2) 12' c, 30' c Fofana 37' c Abendanon 54' c Con.: James (4/4) 13', 32', 38', 55' Pen.: James (3/3) 4', 25', 46' | [Report] | Assaigs: Waller 66' m | 4 d'abril de 2015 18:45 - Parc des Sports Marcel Michelin, Clermont-Ferrand Assistència: 17,730 espectadors Àrbitre: John Lacey (IRFU) |

| Racing Métro                                            | 11–12    | Saracens                                                      | 5 d'abril de 2015 13:45 - Stade Yves-du-Manoir, Montpeller Assistència: 12,113 espectadors Àrbitre: Nigel Owens (WRU) |
| Assaigs: Machenaud 26' m Pen.: Machenaud (2/2) 60', 70' | [Report] | Pen.: Hodgson (2/4) 5', 40' Goode (1/1) 47' Bosch (1/1) 80+1' | 5 d'abril de 2015 13:45 - Stade Yves-du-Manoir, Montpeller Assistència: 12,113 espectadors Àrbitre: Nigel Owens (WRU) |

| Toulon | 32–18    | Wasps                                                                              | 5 d'abril de 2015 16:15 - Stade de maig deol, Toulon Assistència: 15,228 espectadors Àrbitre: George Clancy (IRFU) |
| Assaigs: Bastareaud 7' c Williams 76' c Con.: Michalak (2/2) 7', 77' Pen.: Michalak (6/6) 16', 22', 27', 35', 38', 68' | [Report] | Assaigs: Helu (2) 53' c, 72' m Con.: Goode (1/2) 54' Pen.: Lozowski (2/2) 12', 25' | 5 d'abril de 2015 16:15 - Stade de maig deol, Toulon Assistència: 15,228 espectadors Àrbitre: George Clancy (IRFU) |

#### Semifinals
| Clermont                                                              | 13–9     | Saracens                                                          | 18 d'abril de 2015 16:15 - Stade Geoffroy-Guichard, Sant-Etiève Assistència: 41,500 espectadors Àrbitre: George Clancy (IRFU) |
| Assaigs: Fofana 43'c Con.: James (1/1) 44' Pen.: James (2/2) 25', 72' | [Report] | Pen.: Hodgson (1/1) 36' Farrell (1/1) 65' Drop: Hodgson (1/1) 14' | 18 d'abril de 2015 16:15 - Stade Geoffroy-Guichard, Sant-Etiève Assistència: 41,500 espectadors Àrbitre: George Clancy (IRFU) |

| Toulon                                                                                            | 25–20 (A.E.T.) | Leinster                                                          | 19 d'abril de 2015 16:15 - Stade Vélodrome, Marsella Assistència: 35,116 espectadors Àrbitre: Wayne Barnes (RFU) |
| Assaigs: Habana 90' c Con.: Halfpenny (1/1) 91' Pen.: Halfpenny (6/7) 5', 29', 55', 67', 83', 89' | [Report]       | Assaigs: O'Brien 94' m Pen.: Madigan (5/6) 8', 16', 20', 69', 85' | 19 d'abril de 2015 16:15 - Stade Vélodrome, Marsella Assistència: 35,116 espectadors Àrbitre: Wayne Barnes (RFU) |

#### Final
| Clermont                                                                              | 18–24    | Toulon | 2 de maig de 2015 17:00 BST (UTC+01) - Twickenham Stadium, Londres Assistència: 56,622 espectadors Àrbitre: Nigel Owens (WRU) |
| Assaigs: Fofana 24' m Abendanon 62' c Con.: Lopez (1/2) 62' Pen.: Lopez (2/2) 7', 12' | [Report] | Assaigs: Bastareaud 40' c Mitchell 69' m Con.: Halfpenny (1/2) 40+2' Pen.: Halfpenny (4/5) 16', 28', 32', 51' | 2 de maig de 2015 17:00 BST (UTC+01) - Twickenham Stadium, Londres Assistència: 56,622 espectadors Àrbitre: Nigel Owens (WRU) |